# Canon EOS M6
La Canon EOS M6 è una fotocamera digitale mirrorless in vendita dal 2017. Come tutte le Canon serie EOS M, la M6 ha un sensore APS-C e usa la baionetta EF-M.
La Canon EOS M6 è una fotocamera mirrorless con sensore APS-C (1.6x) da 24.2 megapixels prodotta dal 2017. La gamma di sensibilità, inclusa estensione, è 100 - 25600 ISO.

## Caratteristiche tecniche
- Dimensioni 112 x 68 x 44,5 mm
- Peso (solo corpo) Circa 390 g
- Attacco Canon EF-M
- Sensore CMOS APS-C da 24.2 megapixel dual-pixel
- ISO 100 - 25600
- raffica di 7 FPS (con autofocus) e 9 FPS (senza autofocus) 17 RAW o 26 JPG.
- Tempo di scatto  30" - 1/4000
- Stabilizzatore d'immagine su 5 assi (su obiettivo compatibile)
- Dual Pixel CMOS AF
- Display touchscreen da 1.62 milioni di punti articolato con ribaltamento inferiore
- Processore DIGIC 7
- Wi-Fi Bluetooth e NFC
- AF con Sistema Dual Pixel CMOS AF Pixel di rilevamento di fase integrati nel sensore immagine
- 49 punti AF (posizione fissa su griglia 7x7) mediante selezione automatica dalla fotocamera
- Misurazione in tempo reale dal sensore immagine Misurazione valutativa (384 zone)
- Otturatore con piano focale controllato elettronicamente
- Mirino elettronico opzionale EVF-DC1, EVF-DC2
- Anteprima profondità di campo tramite pulsanti personalizzabili
- Touch screen LCD ClearView II da 7,5 cm (3") (TFT), rapporto di visualizzazione 3:2
- Circa 1.040.000 punti. Tipo capacitivo elettrostatico. Inclinabile di 180 gradi verso l'alto e di 45 gradi verso il basso.
- Flash GN integrato (ISO 100, metri) 5
- Tempo di ricarica flash incorporato circa 3 secondi
- Sincronizzazione X 1/200 sec
- Compatibilità con flash esterno E-TTL II con Speedlite serie EX, supporto multi-flash wireless
- Scene Intelligent Auto, Hybrid Auto, Creative Assist, SCN (Autoritratto, Ritratto, Paesaggio, Macro, Sport, Cibo, Panning, Notturno senza treppiede, Controllo retroilluminazione HDR), Filtri creativi (B/N granuloso, Effetto flou, Effetto fish-eye, Effetto Art marcato, Effetto Acquerello, Effetto foto giocattolo, Effetto miniatura (foto e filmati), High Dynamic Range), Programma AE, AE con priorità tempo, AE con priorità diaframma, Esposizione manuale, Personalizzato (x2), Modalità filmato (Esposizione automatica, Esposizione manuale, Filmato time-lapse)
- Tipo filmato MP4 [Video: MPEG-4 AVC/H.264, Audio: MPEG-4 AAC-LC (stereo)]
- Full HD - 1920 x 1080 (59,94, 50, 29,97, 25, 23,976 fps)
- HD - 1280 x 720 (59,94, 50 fps)
- VGA - 640 x 480 (29,97, 25 fps)  Durata max: 29 min. 59 sec.; dimensioni file max: 4 GB
- SD, SDHC, SDXC (compatibile con UHS-I)
- Durata batteria con monitor LCD: circa 295 scatti (a 23 °C, AE 50%, FE 50%) con EVF-DC2 opzionale: circa 290 scatti (a 23 °C, AE 50%, FE 50%) modalità ECO: circa 425 scatti (a 23 °C, AE 50%, FE 50%)